# Grofri
 (mai 2025).
Si vous disposez d'ouvrages ou d'articles de référence ou si vous connaissez des sites web de qualité traitant du thème abordé ici, merci de compléter l'article en donnant les références utiles à sa vérifiabilité et en les liant à la section « Notes et références ».

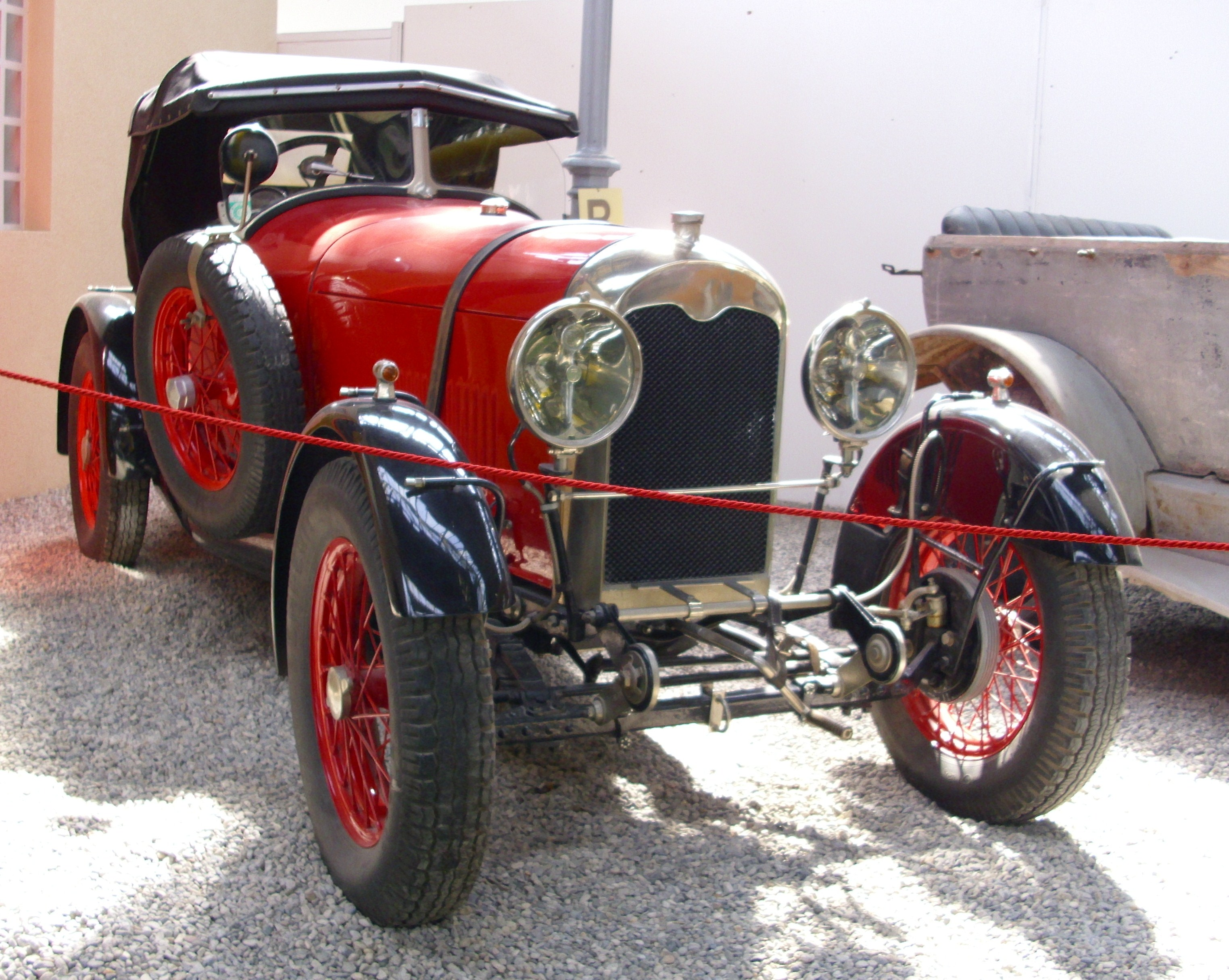
Grofri, année de construction: 1928

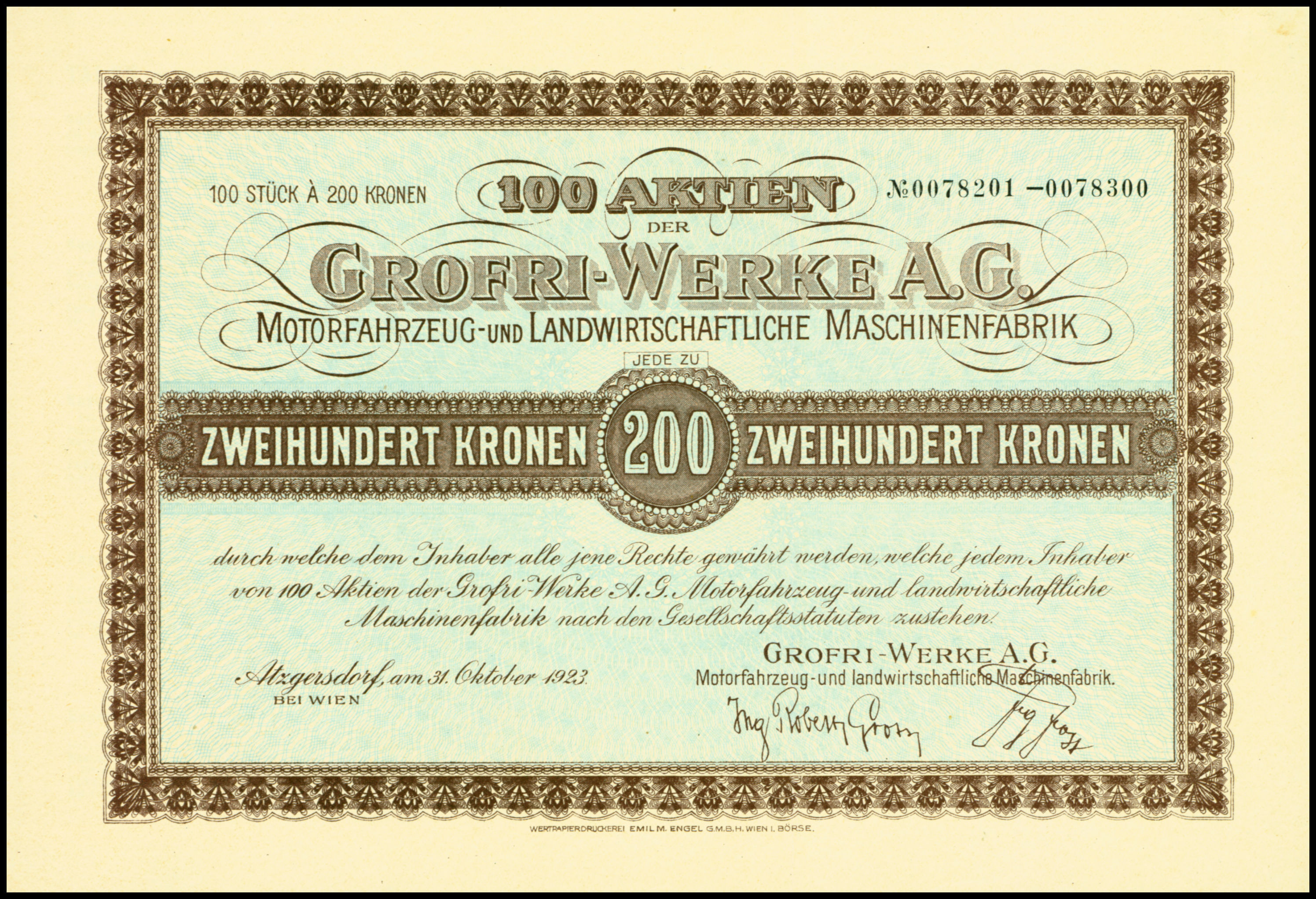
Action du Grofri-Werke AG en date du 31 octobre 1923

Grofri était un constructeur automobile autrichien qui produisit de 1921 à 1931 des cyclecars (1924 à 1929 sous licence Amilcar).